# Santa Caterina d’Alessandria (Galatina)

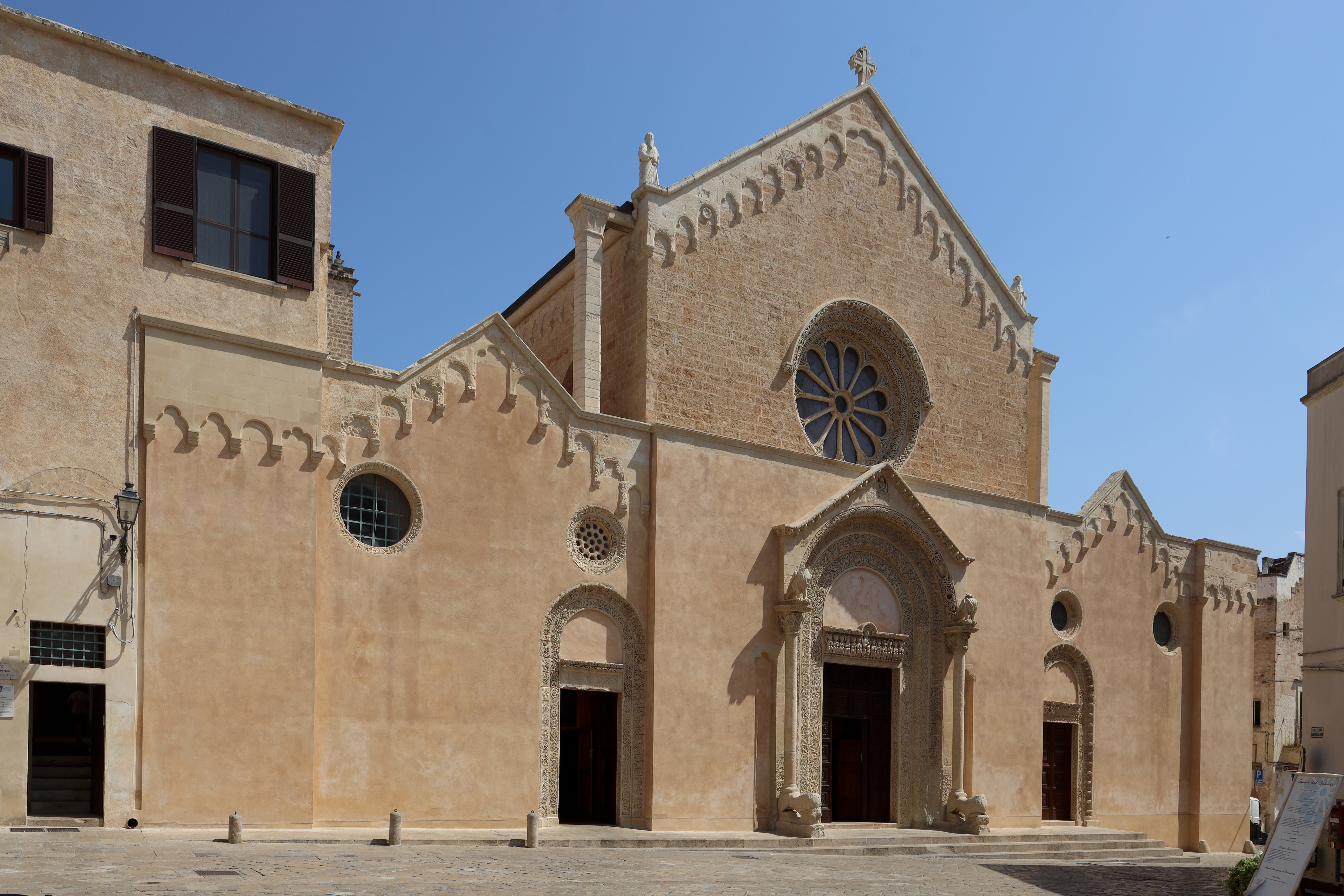
Santa Caterina d’Alessandria

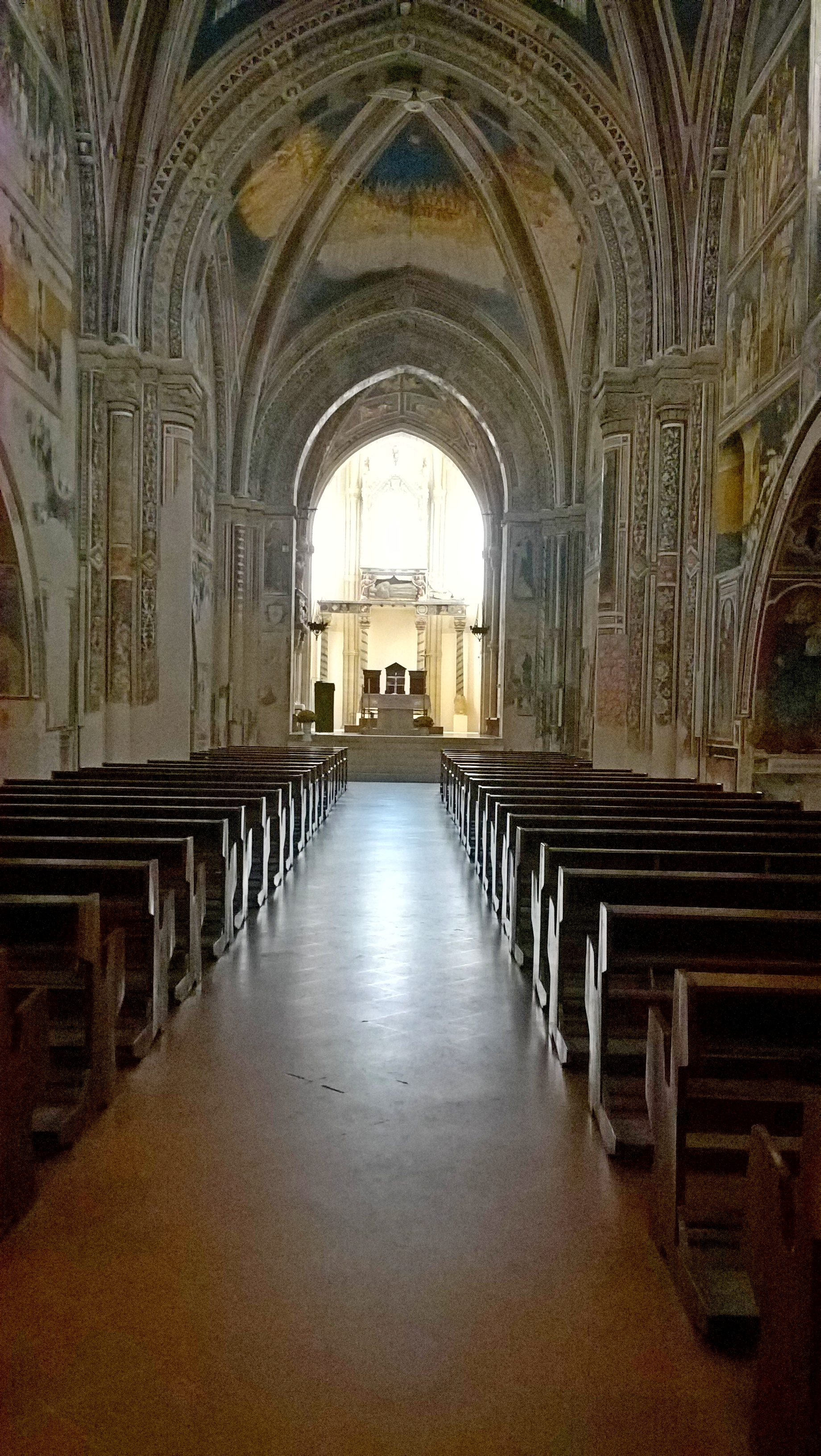
Innenraum

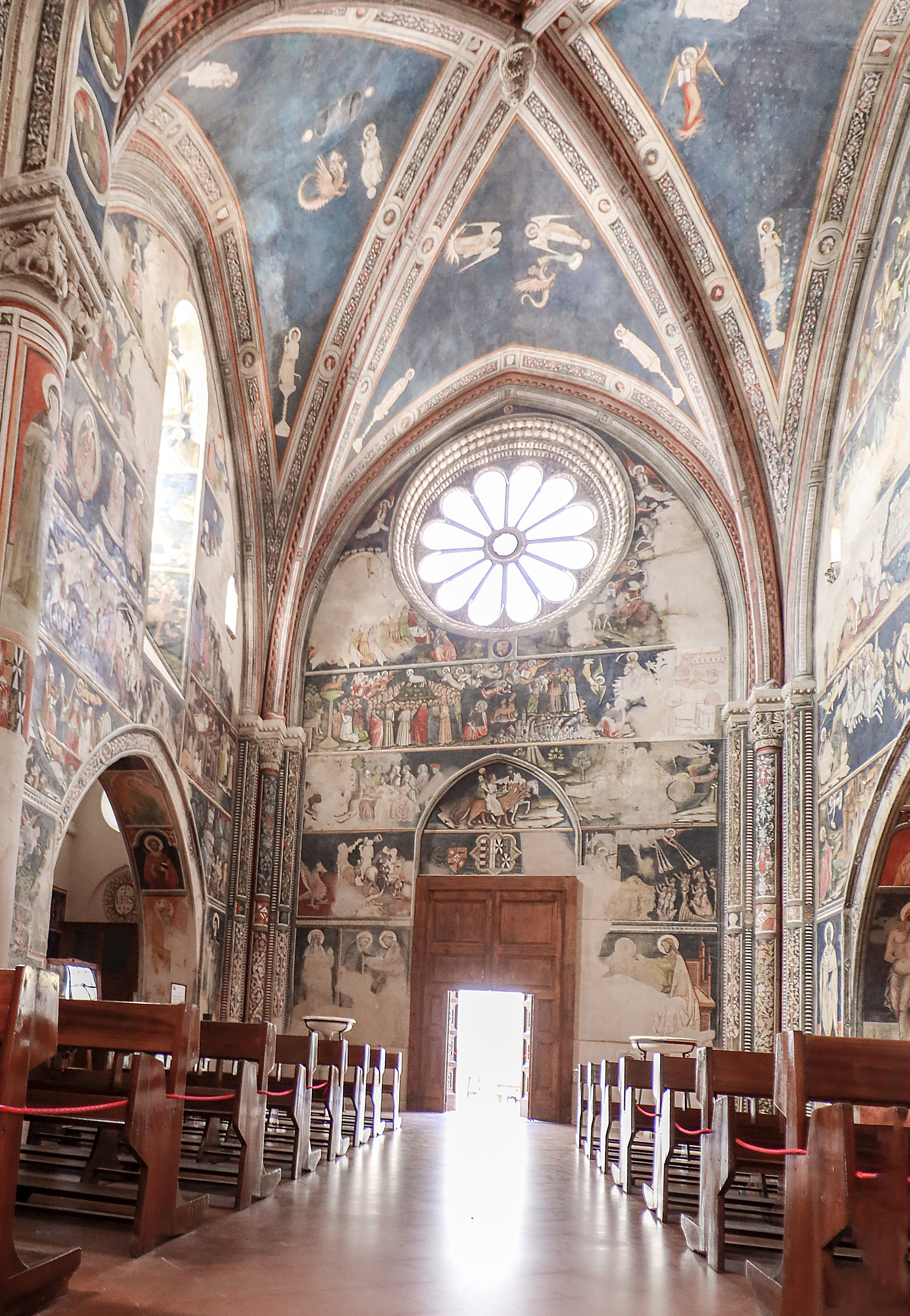
Eingangsbereich

Die Basilika Santa Caterina d’Alessandria ist eine römisch-katholische Kirche im Zentrum der apulischen Stadt Galatina, Italien. Die Pfarrkirche des Erzbistums Otranto trägt den Titel einer Basilica minor. Das Nationaldenkmal stammt aus dem 14. Jahrhundert und der frühen Gotik und ist besonders für seine Freskenzyklen bekannt.

## Geschichte
Das Gebäude wurde auf einer bereits bestehenden byzantinischen Kirche des griechischen Ritus aus dem 9. bis 10. Jahrhundert errichtet, deren Spuren in der Außenwand des rechten Seitenschiffs, in das die Apsis integriert wurde, deutlich sichtbar sind, vielleicht um Baumaterial zu sparen.
Der Überlieferung nach wurde das Gebäude zwischen 1369 und 1391 auf Veranlassung von Raimondo Orsini del Balzo errichtet, um die Reliquie des Fingers der Heiligen Katharina von Alexandrien aufzubewahren, die er nach seiner Rückkehr von den Kreuzzügen nach Galatina brachte. Einigen Gelehrten zufolge handelt es sich jedoch um eine Erweiterung oder zumindest eine Umgestaltung eines bereits bestehenden zweijochigen Bauwerks, und zwar sowohl wegen der Morphologie des Portals, die für die zweite Hälfte des 14. Jahrhunderts eher anachronistisch ist, als auch wegen der gleichen Morphologie der Kapitelle, die auf den vielgestaltigen Säulen der ersten drei Joche des zentralen Saals angebracht sind. Aber auch das Fresko der „Apfelmadonna“, das von der Familie Toucy, nämlich Lucia d’Altavilla, Gräfin von Soleto, in den Jahren vor 1299 in Auftrag gegeben wurde, scheint dies zu belegen. Der Verdacht, dass ein Teil der heutigen Fassade aus dieser Zeit stammen könnte, ist heute nicht mehr von der Hand zu weisen. Die auf dem Türsturz des linken Portals in Großbuchstaben angebrachte Jahreszahl, die sich nicht auf die Epoche bezieht, ist daher nicht glaubwürdig. Wahrscheinlicher ist jedoch, dass sie von seinem Onkel Raimondo del Balzo gegründet wurde, der 1319 Graf von Soleto wurde. Die Überlieferung schreibt das Ganze jedenfalls seinem Neffen Raimondello zu, der auf einer seiner vielen Reisen nach seiner Rückkehr von den Kreuzzügen bis zum Gipfel des Berges Sinai ging, um dem Leichnam der heiligen Katharina zu huldigen; der Legende nach küsste er beim Abschied die Hand der Heiligen und riss ihr mit den Zähnen den Finger ab. Bei seiner Rückkehr nach Italien nahm er die Reliquie mit, die noch heute in einem silbernen Reliquienschrein in der Kirchenschatzkammer aufbewahrt wird. Nach Raimondellos Tod im Jahr 1405 wurde der Bau von seiner Frau, der Prinzessin Maria d’Enghien, durch das Ausmalen mit Fresken und anschließend von ihrem Sohn Giovanni Antonio Orsini del Balzo vollendet.
Die Kirche St. Katharina, die bereits 1870 als nationales Denkmal der Kategorie I eingestuft wurde (Bericht Cavoti-Castromediano von 1871), wurde 1992 in den Rang einer Basilika minor erhoben.

## Architektur
Die Fassade hat drei Erhebungen, die durch dreilappige Blendbögen betont werden. Das Hauptportal hat ein Prothyrum, das von zwei Säulen getragen wird, die auf stilisierten Löwen ruhen, während der Architrav ein Flachrelief trägt, das Christus inmitten der zwölf Apostel darstellt. Interessant ist die Dekoration der drei konzentrischen Bänder des Portals und der Rosette, die fein in Strahlen geschnitzt ist. Der obere Teil der zentralen Fassade, der sich vom unteren Teil abhebt, weist drei Akroterien auf: ein Kreuz in der Mitte, den heiligen Franz von Assisi auf der rechten Seite und den heiligen Apostel Paulus auf der linken Seite. Am Ende des Altarraums steht die achteckige Tribüne, die der Fürst von Tarent Giovanni Antonio Del Balzo Orsini 1459 errichten ließ.
Die Tribuna, die traditionell nur als „Chor“ bezeichnet wird, ist in Wirklichkeit eines der interessantesten Beispiele für eine Familiengrabkapelle mit einem zentralen achteckigen Grundriss in der Achse der Kirche. Sie wurde von Fürst Giovannantonio Del Balzo Orsini gegründet, um die Mausoleen/Grablegen seiner eigenen Familie unterzubringen. Diese Struktur entspricht dem Geschmack der Mitte des 15. Jahrhunderts und anderen achteckigen Tribünen, die in jenen Jahren im Königreich Neapel gebaut wurden. Heute ist nur noch das Mausoleum des Fürsten Giovanni Antonio Orsini del Balzo am Ende der Tribüne erhalten, während das Mausoleum seines Vaters Raimondlo an der linken Wand des Chors wieder aufgebaut wurde. Die Tribuna wird von einer Kuppel überdacht und ist in der apulischen Landschaft der Mitte des 15. Jahrhunderts nahezu einzigartig. Auf jeder Seite des Achtecks der Tribuna befand sich ein einflügliges Fenster mit geometrischen Verzierungen, die auf die Entwürfe von Pisanelli zurückgehen, wie das einzige noch vorhandene Fragment einer Verzierung an einem einflügligen Fenster beweist, das im Laufe der Zeit verschlossen wurde und bei den Restaurierungen im 19. und 20. Jahrhundert ans Licht kam. S besitzt Motive, die sich eindeutig auf die Entwürfe Pisanellis beziehen, wie die Geometrien der Zwickel, die ursprünglich dreieckig waren. Die geometrischen Motive der Verzierungen an den Kapitellen des Mausoleums und an den oberen Girlanden, die die Tribüne krönen, sowie einige noch in situ erhaltene Fragmente der durchbrochenen Verzierung eines der einbogigen Fenster erinnern an Giorgio Orsini da Sebenico sowie an klare pisanellinische Muster.

## Ausstattung

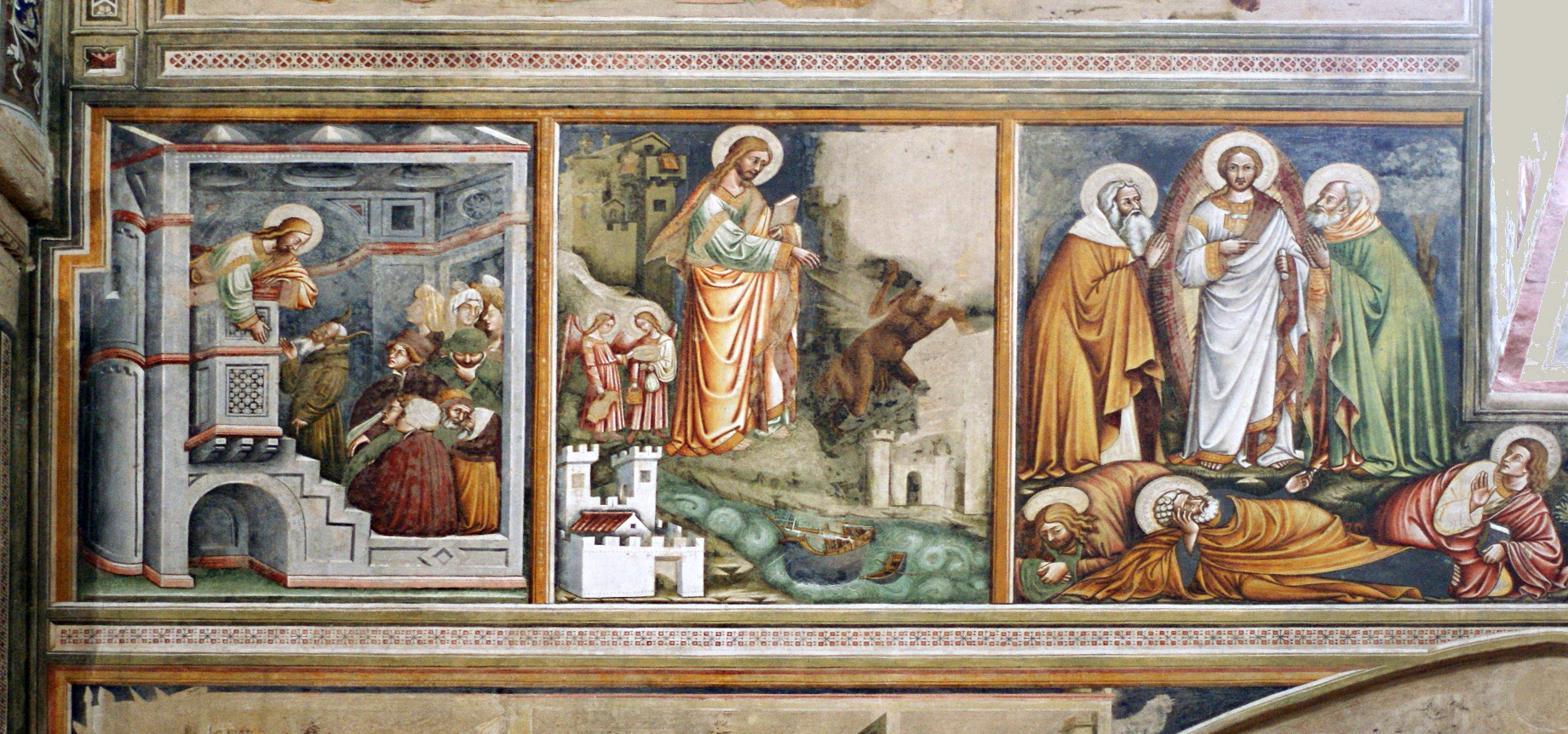
Fresken im dritten Joch

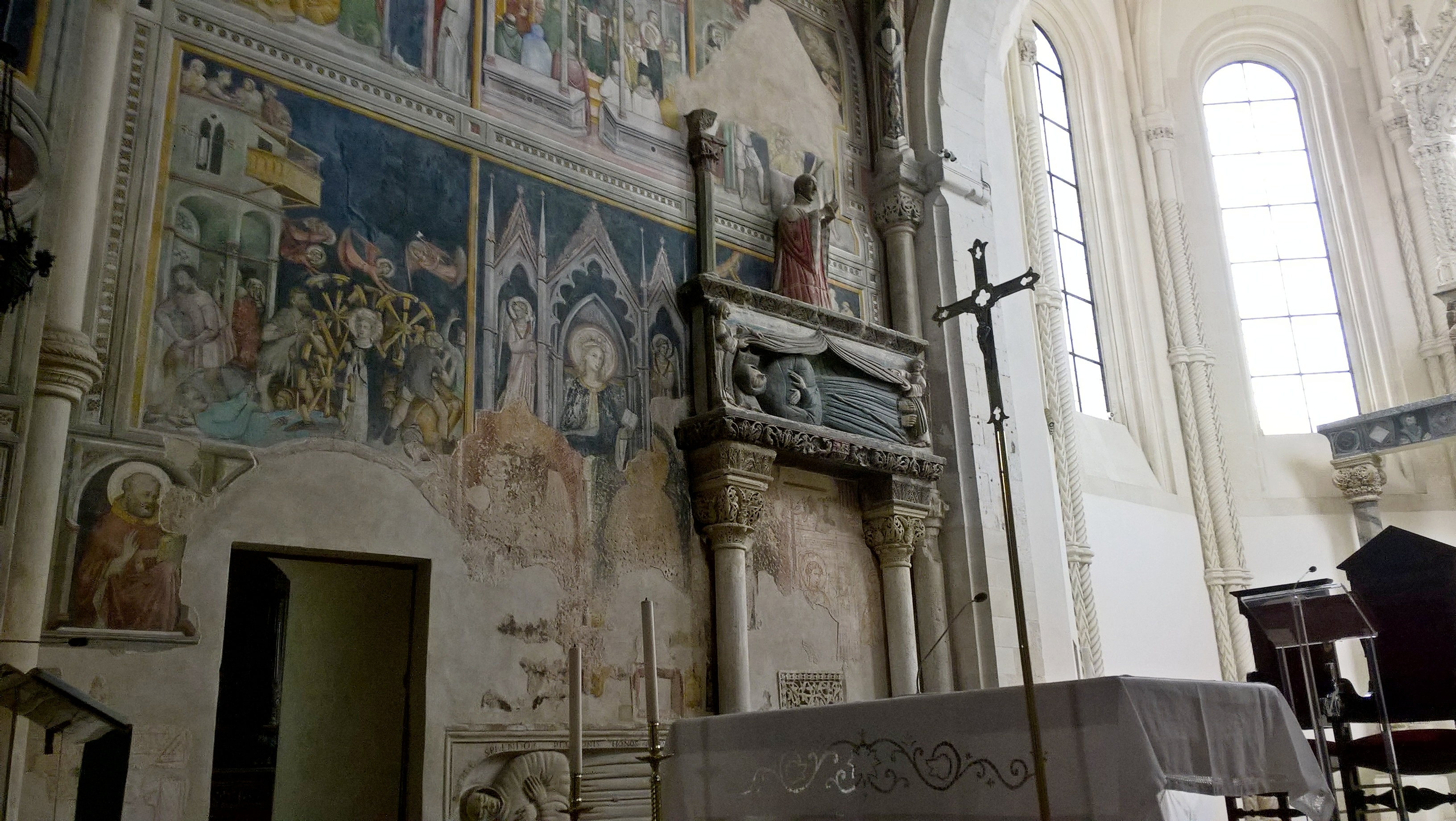
Chorbereich

Die nominell fünfschiffige Kirche wirkt durch ihre starke Abtrennung der Seitenschiffe wie eine Saalkirche mit seitlichen Wandelgängen, die durch Spitzbogenöffnungen miteinander verbunden sind. Diese überlagern heute die niedrigen tonnengewölbten Seitenschiffe, die aber ursprünglich eine andere Funktion als die der Basilika hatten. Die Halle ist in drei Joche unterteilt, die von Kreuzrippengewölben bedeckt sind. Die Kapitelle sind mit floralen Motiven sowie menschlichen und tierischen Figuren versehen. Die hintere Tribüne, die später in einen Chor umgewandelt wurde, sollte ursprünglich die Mausoleen von Mäzenen beherbergen und wurde in der ersten Hälfte des 15. Jahrhunderts auf Geheiß des Fürsten von Tarent Giovanni Antonio del Balzo Orsini hinzugefügt.
Die malerische Dekoration ist von großer künstlerischer Bedeutung. Das Innere wurde gegen Ende des 14. Jahrhunderts von einheimischen Handwerkern vollständig mit Fresken bemalt, wobei an einigen Stellen ältere Fragmente überdeckt wurden. In der Tat handelt es sich um ein wahres bildliches Palimpsest, das von der ersten Hälfte des 14. Jahrhunderts bis in die 1940er Jahre entstand. Man geht davon aus, dass diese Fresken von Maria d’Enghien in den ersten Jahrzehnten des 15. Jahrhunderts überdeckt und teilweise neu ausgemalt wurden, und so trafen Künstler aus verschiedenen Teilen der Halbinsel ein: Meister der giottesischen und der sienesischen Schule und ein gewisser Franciscus De Arecio, ein Maler von Ikonen und Votivbildern von mittelmäßiger Qualität. Giotteske Einflüsse sind vor allem in den Fresken der Gewölbe des zweiten Schiffes sichtbar, in denen die sieben Sakramente dargestellt sind, was nur durch den Auftrag von Raimondo del Balzo, Raimondellos Onkel, erklärt werden kann. Tatsächlich kann man heraldische Wappen der Familie Balzo sehen, die später übermalt und mit den Wappen der Colonna eingerahmt wurden. In einigen Fresken des linken Ambientes sind Elemente der sienesischen Schule zu erkennen: In der Verkündigungsszene beispielsweise sind die Hälse der Figuren etwas verlängert, ein charakteristisches Element der sienesischen Malerei jener Zeit. Das einzige Fresko, das die Signatur „Franciscus De Arecio“ trägt, befindet sich im rechten Wandelgang und zeigt eine Darstellung des heiligen Abtes Antonius; neben dem Namen des Künstlers steht die Jahreszahl „MCDXXXV“. Spuren der ersten Malereien sind an verschiedenen Stellen des Gebäudes sichtbar, wo sich die neueren Fresken gelöst haben, so dass die erste Schicht besonders gut sichtbar ist. Der Kunstkritiker Vittorio Sgarbi kommentierte das Werk bei einem Besuch der Basilika im Jahr 2014, dem Jahr ihrer Bewerbung als UNESCO-Kulturerbe, mit den Worten

„Die Basilika von Galatina steht in Bezug auf die Fülle der Bilderzyklen der Basilika des Heiligen Franz von Assisi in nichts nach.“

Der gesamte Freskenzyklus entwickelt sich von links nach rechts, im Sinne einer Drehung, und ist sicherlich im Kirchenschiff am interessantesten. An den Wänden des ersten Schiffes und an der Gegenfassade befinden sich Fresken mit Szenen aus der Apokalypse, die den größten Zyklus der gesamten Kirche bilden. Sie leiten die Erzählung in den Gewölben des ersten Jochs ein und erinnern an die wichtigsten Themen und Allegorien der Apokalypse des Johannes. Im zweiten Schiff sind an den beiden Seitenwänden die Geschichten der Genesis und im Gewölbe die Sieben Sakramente als Fresken dargestellt. Im dritten sind im Gewölbe die Engelshierarchien und an den Wänden die Geschichten aus dem Leben Christi dargestellt. Ein Zyklus von siebzehn Fresken an den Wänden des Chors ist der heiligen Katharina von Alexandrien und ihrem Leben gewidmet, während das Gewölbe mit Fresken der Evangelisten und der Kirchenlehrer geschmückt ist. Im Chor, der außer einer Reihe von Wappen keine Verzierungen aufweist, steht das Kenotaph von Giovanni Antonio Orsini Del Balzo, während sich das von Raimondello links vom Hochaltar befindet. Sowohl der Bilderzyklus im Kirchenschiff als auch die Mariengeschichten im rechten Seitenschiff wurden von Maria d’Enghien in Auftrag gegeben und können daher zwischen 1416 und 1443, dem Todesjahr der Fürstin, datiert werden.

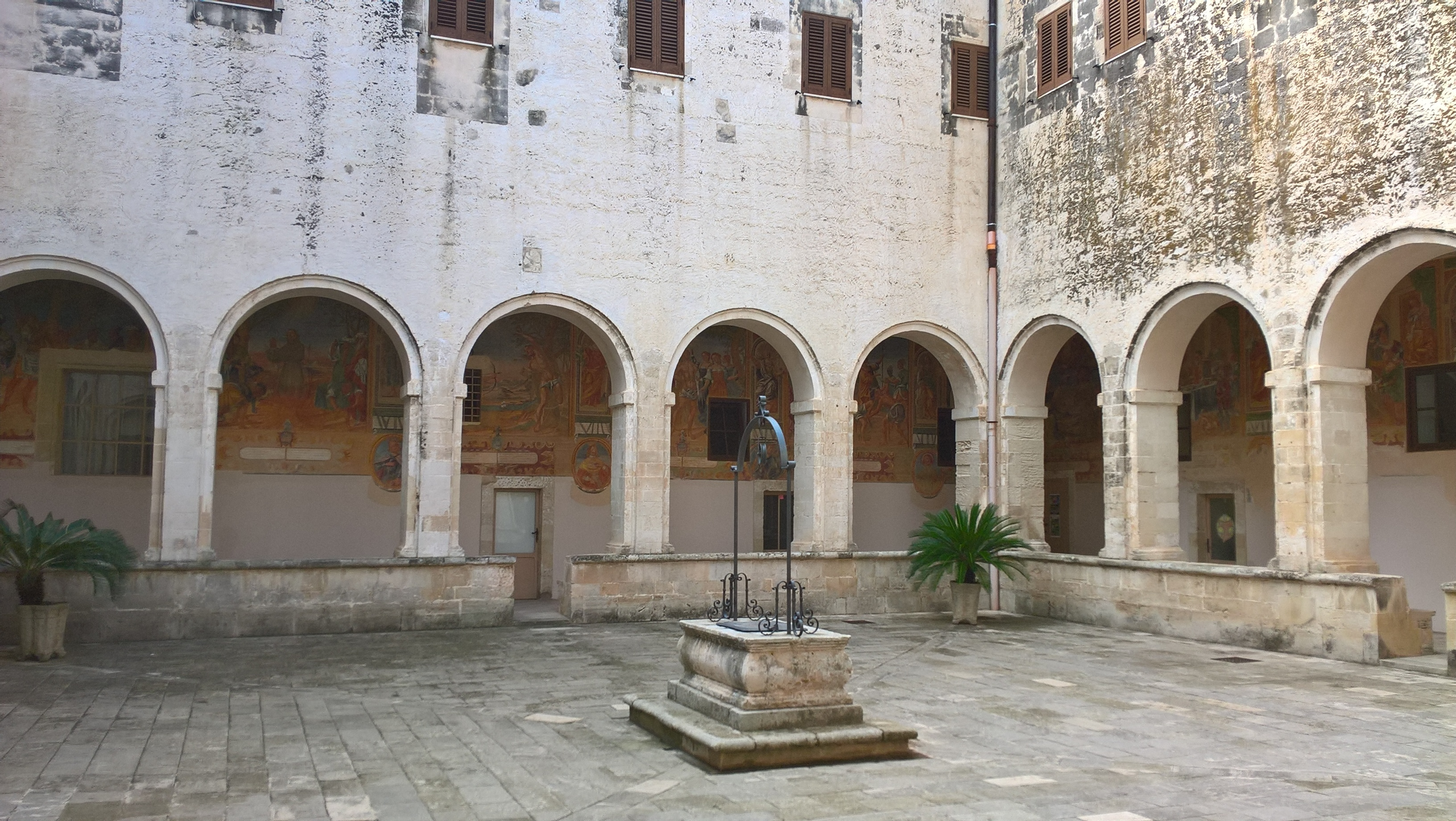
Kreuzgang

Neben der Kirche befindet sich das Katharinenkloster, das zwischen dem 16. und 17. Jahrhundert vollständig umgebaut wurde, um das Orsini-Kloster aus dem 15. Jahrhundert zu ersetzen. Das Kloster besitzt einen rechteckigen Kreuzgang, der 1696 Giuseppe da Gravina di Puglia vollständig mit Fresken bemalt wurde.